# Les Passagers du vent
Les Passagers du vent est une série de bande dessinée historique, dont le scénario, le dessin et les couleurs sont de François Bourgeon.

## Histoire et contexte
Cette fresque historique, qui a pour cadre la mer au XVIIIe siècle, raconte les aventures romanesques et tragiques d'Isa. La jeune héroïne, une noble dont on a volé l'identité, rencontre sur un navire de la Marine royale Hoel, un gabier à qui elle sauve la vie. Hoel se retrouve prisonnier dans un sinistre ponton anglais. Aidée par son amie anglaise Mary, Isa parvient à le libérer. Isa, Hoel et Mary embarquent à bord d'un navire négrier, la Marie-Caroline, et arrivent au comptoir de Juda au royaume de Dahomey. Face aux intrigues de pouvoir et aux sortilèges africains, Isa doit lutter pour guérir Hoel d'un empoisonnement. La Marie-Caroline repart pour Saint-Domingue avec à son bord le « bois d’ébène », c’est-à-dire les esclaves. Ces derniers se mutinent mais leur révolte est réprimée dans un bain de sang. L'arrivée à Saint-Domingue sera déterminante pour Hoel et Isa.

Avant le dernier tome du cycle de Cyann, une première suite est publiée, après une interruption de 25 ans, dans laquelle Zabo, jeune femme de 18 ans — l'âge d'Isa dans le cycle précédent — qui erre en Louisiane, rencontre Isa, dont elle est l'arrière petite-fille, toutes deux se prénommant en fait « Isabeau » : 

« J’avais envie de traiter de la guerre de Sécession. Je suis allé en Louisiane en 1992, et cette région fantomatique, pleine de grands cyprès chauves et de lichens qui pendouillent, m’a beaucoup plu. J’éprouve une fascination pour la mer, mais aussi pour les eaux mortes ou dormantes, les bayous. »

Une troisième et dernière saison, Le Sang des cerises, paraît en deux tomes, en 2018 et 2022, mettant en scène Zabo autour de l'histoire de la Commune de Paris.

## Analyse
S'appuyant sur une documentation très riche, François Bourgeon décrit avec minutie la vie en mer : « Pour construire Les Passagers du vent, je me suis tout d’abord servi des merveilleux ouvrages de Jean Boudriot sur Le Vaisseau de 74 canons. Ce sont les deux premiers volumes de sa longue suite d’ouvrages d’archéologie navale qui m’ont donné l’envie de peupler les merveilleux décors que ces connaissances maritimes nous offraient. » De même, il réunit de nombreuses informations sur le commerce triangulaire au Musée des Salorges à Nantes, aux archives du Musée de l'Homme de Paris : « J’ai eu la chance de trouver un gros livre de Pierre Verger intitulé « Flux et reflux de la traite des nègres » (entre le Golfe de Bénin et Bahia de Todos os Santos). Ce livre était intéressant à lire et de plus très référencé. Il m’a permis ainsi de remonter aux sources, d’aller à la Bibliothèque Nationale, puis à l’ancien Ministère des Colonies de la rue Oudinot où j’ai trouvé bien plus que je ne cherchais (plans du fort de Juda, aquarelles de marins etc.) Voilà comment je me suis pris au jeu et pourquoi j’ai depuis cherché à toujours retrouver ce genre de spirales positives. » Le fort et la plage de Ouidah, au Bénin, cadre d’un des épisodes du tome 3 des Passagers du vent, est un lieu nodal de la mémoire négrière où mémoires d'esclaves et négriers se mêlent, comme au Sénégal, l'ile de Gorée.
À la fin des années 1970 la représentation des femmes dans la bande dessinée est encore faible et leur place dans le récit souvent accessoire. Pour Stéphane Dubreil, « François Bourgeon fait de cette femme la porte-parole d’une cause morale (la lutte contre l’esclavage à un moment où on en parlait peu) et d’une réelle liberté dans la conduite de sa vie (...) C’est à la fois un personnage politique et une figure romanesque, un mélange entre un personnage d’Alexandre Dumas et d’Émile Zola (...) [Elle] mène l’histoire avec imagination et poigne, n’hésitant pas à se mettre en danger pour sauver son amour, ses amis, ou pour dénoncer les horreurs du commerce triangulaire. (...). Elle décide, tranche, et assume ses choix, qu’ils soient moraux, amoureux ou sexuels ». Spécialiste de l'Afrique et de l'esclavage, l'historienne Catherine Coquery-Vidrovitch estime qu'avec ses albums « François Bourgeon a fait œuvre d'historien. J'ai apprécié l'histoire très originale qu'il a insérée dans la trame de cette époque liée à la traite négrière ».
La planche qui clôt Le Bois d'ébène, d'une très grande force, traduit bien l'énergie vitale qui porte Isa tout au long de son voyage. Isa fait preuve, comme bien des personnages féminins de l'œuvre de Bourgeon, d'une grande liberté et affronte un monde dominé par les hommes, souvent lâches et brutaux.
L'auteur assume la représentation de scènes assez osées qui n'empêche pas le succès de la série : « Par deux fois, Les Passagers du vent ont été menacés de censure. Ils avaient même été inscrits sur une liste d’ouvrages qu’un député voulait faire exclure des librairies pour n’être plus vendus qu’en sex-shop. Plus récemment, une association de parents d’élèves, téléguidée par un célèbre mouvement religieux de l’extrême-droite américaine avait réussi à faire sortir des CDI de l’éducation nationale un certain nombre d’ouvrages dont, une fois encore, « Les Passagers du vent » (le décret de l’inspecteur d’académie responsable a été annulé par Jack Lang, alors ministre de l’éducation, dès que nous lui en avons donné connaissance). Rappelons pour finir que les mêmes Passagers, traduits en plus de vingt langues, n’ont jamais pu trouver d’éditeur aux USA, parce que j’ai refusé d’en changer des vignettes qui choquaient la grande Amérique. »

## Postérité
Le succès populaire des Passagers du vent a été tel que les éditions Glénat ont décidé de le faire fructifier au travers de la création de la collection et de la revue Vécu, dont le principe est de mêler aventure et histoire à la manière d’Alexandre Dumas.

## Albums
- 1 La Fille sous la dunette[b], Glénat,  (ISBN 2-7234-0132-4), 1979
Scénario, dessin et couleurs : François Bourgeon
- 2 Le Ponton, Glénat,  (ISBN 2-7234-0164-2), 1980
Scénario, dessin et couleurs : François Bourgeon
- 3 Le Comptoir de Juda, Glénat,  (ISBN 2-7234-0215-0), 1981
Scénario, dessin et couleurs : François Bourgeon
- 4 L'Heure du serpent, Glénat,  (ISBN 2-7234-0290-8), 1982
Scénario, dessin et couleurs : François Bourgeon
- 5 Le Bois d'ébène, Glénat,  (ISBN 2-7234-0440-4), 1984
Scénario, dessin et couleurs : François Bourgeon
- 6 La Petite Fille Bois-Caïman - Livre 1, 12bis,  (ISBN 978-2-356-48066-8), 2009
Scénario, dessin et couleurs : François Bourgeon
- 7 La Petite Fille Bois-Caïman - Livre 2, 12bis,  (ISBN 978-2-356-48112-2), 2010
Scénario, dessin et couleurs : François Bourgeon
- 8 Le Sang des cerises - Livre 1, Delcourt,  (ISBN 978-2-413-00408-0), 2018
Scénario, dessin et couleurs : François Bourgeon
- 9 Le Sang des cerises - Livre 2, Delcourt,  (ISBN 978-2-413-03062-1), 2022
Scénario, dessin et couleurs : François Bourgeon
- Hors-série Un ouragan d'images ou le XVIIIe siècle dévoilé, C.I.M.,  (ISBN 2-909921-01-8), 1993
Scénario et dessin : François Bourgeon - Couleurs : Noir & blanc
- HS1 Les Chantiers d'une aventure : autour des Passagers du Vent de François Bourgeon, Casterman,  (ISBN 2-203380-23-3), 1993
Scénario : François Bourgeon et Michel Thiébaut - Dessin et couleurs : François Bourgeon
- HS2 Le Chemin de l'Atchafalaya : autour de La Petite Fille Bois-Caïman de François Bourgeon, 12bis,  (ISBN 978-2-356-48202-0), 2010
Scénario : François Bourgeon et Michel Thiébaut - Dessin et couleurs : François Bourgeon
- HS3 Dans le courant de la Commune : autour du Sang des Cerises de François Bourgeon, Delcourt,  (ISBN 978-2-413-02623-5), 2022
Scénario : François Bourgeon et Michel Thiébaut - Dessin et couleurs : François Bourgeon

## Publication

### Succès éditorial
Selon François Bourgeon, les cinq premiers titres de la série en langue française se sont vendus à environ un million d'exemplaires par titre depuis la première édition en 1979 et il existerait «pas loin de 18 traductions».

### Périodiques
- Circus entre 1979 et 1984
- (À suivre) : en 1997, Bourgeon réalise un épilogue de la série d'une planche à l'occasion du dernier numéro de la revue (no 239)

### Éditeurs
Après une première édition chez Glénat des tomes 1 à 5, les cinq tomes ont été réédités chez Casterman, puis à nouveau en 2009 chez l'éditeur 12 bis, avec un format agrandi et des couvertures inédites, puis chez Delcourt.
- Glénat : tomes 1 à 5 (première édition des tomes 1 à 5)
- Glénat (collection « Caractère ») : tomes 1 à 5
- Casterman : tomes 1 à 5
- 12 bis : tomes 1 à 7 (première édition des tomes 6 et 7)
- Delcourt : tomes 1 à 9 (première édition des tomes 8 et 9)

## Exposition
- Au Musée national de la Marine (Paris, Palais de Chaillot), du 3 février au 3 mars 2010. Commissaire d'exposition : Jean-Marc Thévenet[7].

## Adaptation
Les Passagers du vent est adapté en jeu vidéo par Infogrames en 1986 sur de nombreuses plates-formes (Amstrad CPC, PC, Commodore 64, Atari ST, Thomson MO/TO, Amiga, MSX 2) sous le titre Les Passagers du vent,,,,,,,,. En 1987, une suite intitulée Les Passagers du vent 2 est éditée par Infogrames sur les mêmes machines,,,,,,,,.